# I Feel So Bad
I Feel So Bad is een nummer van de Franse dj Kungs uit 2016, ingezongen door Ephemerals. Het is de derde single van Kungs' debuutalbum Layers.
Het nummer werd een grote hit in Frankrijk, waar het de 3e positie behaalde. In Nederland haalde het nummer geen hitlijsten, maar in de Vlaamse Ultratop 50 werd een bescheiden 43 positie gehaald.